# یارد (جد نوح)
یارد (عبری: ירד یا אראד به معنی «پیاده شده») از شخصیت‌های تنخ یهودی و عهد عتیق در انجیل است که نخستین بار نامش در کتاب پیدایش و به عنوان پنجمین نوادهٔ آدم از همسرش حوا ذکر شده‌است. او پسر مهللئیل پسر قینان پسر انوش پسر شیث پسر آدم بود. یارد هنگامی که پدرش مهللئیل ۶۵ ساله بود، زاده شد. یارد پسران و دخترانی داشت که فقط نام بزرگ‌ترین پسرش خنوخ در تورات ذکر شده‌است. خنوخ در زمانی که یارد ۱۶۲ سال داشت، زاده شد. یارد جد بزرگ متوشالح، لمک و نوح بود. یارد در سن ۹۶۲ سالگی فوت کرد؛ هر چند در یوبیل عمر او ۹۷۱ سال دانسته شده‌است که پس از متوشالح بیش‌ترین عمر در کتاب مقدس و تنخ عبری است. نام یارد در نسب‌نامه عیسی و نیز در نسب‌نامه محمد پیغمبر اسلام ذکر شده است.